# توريبيروخيل
بلدية توريبيروخيل (بالإسبانية: Torreperogil) هي بلدية تقع في مقاطعة خاين التابعة لمنطقة أندلوسيا جنوب إسبانيا.

## الديموغرافيا
بلغ عدد سكان بلدية توريبيروخيل 7.710 نسمة عام 2011 (وفقاً للمعهد الوطني الإسباني للإحصاء).
| 7.490 | 7.491 | 7.227 | 6.813 | 7.331 | 7.225 | 7.710 |